# Besaia magna
Besaia magna är en fjärilsart som beskrevs av Alexander Schintlmeister 1997. Besaia magna ingår i släktet Besaia och familjen tandspinnare. Inga underarter finns listade i Catalogue of Life.